# Der verlorne Sohn
Der verlorne Sohn oder Der Fürst des Elends. Roman aus der Criminal-Geschichte ist der dritte der fünf großen Lieferungs- bzw. Kolportageromane, die Karl May zu Beginn seiner schriftstellerischen Tätigkeit für den Verlag H. G. Münchmeyer verfasste. Die insgesamt 2.411 Seiten erschienen in 101 Lieferungsheften mit je 24 Seiten (lediglich das letzte hatte weniger Seiten) von August 1884 bis Juli 1886. Dieser Roman startete mit der Schlusslieferung des Waldröschen und lief dann von Woche zu Woche parallel mit dem Deutschen Wanderer.

## Inhalt
Der Försterssohn Gustav Brandt wird des Doppelmordes an seinem Gönner, dem Baron Otto von Helfenstein, und dem Verlobten (Hauptmann von Hellenbach) von dessen Tochter Alma angeklagt. Mit Hilfe zweier Schmiede, die den wahren Mörder, Helfensteins Neffen Franz, beobachtet haben, kann er fliehen.
In Borneo und Madagaskar wird er durch Diamantenfunde reich und kehrt 20 Jahre später als „Fürst von Befour“ in seine Heimat zurück. Dort nimmt er den Kampf gegen Franz von Helfenstein auf. Dieser fungiert im Verborgenen als ominöser „Hauptmann“, der arme Menschen systematisch ruiniert und dann in seine Dienste zwingt. Als Gegenstück tritt Gustav Brandt als ebenso geheimnisvoller „Fürst des Elends“ auf, der die Opfer dieser Machenschaften rettet und ihre soziale Not lindert. Außerdem findet er Alma von Helfensteins Bruder Robert Bertram, der angeblich bei einem Brand umgekommen ist.
Am Ende besiegt er seinen Erzfeind Franz von Helfenstein und heiratet Alma. Er wird vom König zum Ritter des Hausordens geschlagen und zum Freiherrn (Baron) Brandt von Brandtenstein ernannt.

### Erste Abteilung
In der Ersten Abtheilung: Die Sclaven der Armuth wird die Grundlage des Gesamtromans gelegt: in den Heften 1 bis 4 geschehen die Morde an Otto Baron von Helfenstein und Hauptmann von Hellenbach, das Schloss wird niedergebrannt und der kleine Robert geraubt, Gustav wird zum Tode verurteilt, zu lebenslänglichem Zuchthaus begnadigt und befreit. So bleiben in Heft 5 nur wenige Seiten für den Abschied, ehe im zweiten Kapitel gleich ein Zeit-, Orts- und Themenwechsel stattfindet: Zwanzig Jahre nach Gustavs Flucht hat sich Franz in der Residenzstadt mit seinen Helfern als ärgste Geißel der Armen etabliert. Doch auch Gustav ist zurückgekehrt und macht systematisch all seine Pläne zunichte. Bis zum Ende der Ersten Abtheilung in Heft 20 ist auch Franz in der Stadt als Baron wie als Räuberhauptmann so ziemlich am Ende und muss seine Aktivitäten aus der Residenzstadt ins Gebirge verlagern. Zudem wird anlässlich eines Duells zwischen ihm und Robert Bertram dieser von Gustav wie von Alma als ihr Bruder vermutet, nur die letzten Beweise fehlen.

### Zweite Abteilung
Ein Teil der Geschichte, die gesamte Zweite Abtheilung: Die Sclaven der Arbeit, spielt nun bei den Webern des Erzgebirges. Bei der Beschreibung des Elends griff Karl May hier auf die Erlebnisse und Erfahrungen seiner Kindheit zurück, z. B. den Hungertod seiner einen Großmutter oder die verheerende Blatternepidemie in seiner Familie. Die Zustände, die er beschreibt, gleichen in vielem durchaus denen in Gerhart Hauptmanns einige Jahre später geschriebenen Webern. May wirbt sogar um Verständnis für das aus der Not geborene Schmuggeln. Schuld an der Misere sind bei ihm aber immer nur einzelne Bösewichte, nicht das System: Nachdem der „Fürst des Elends“ der Fabrikantenfamilie Seidelmann das Handwerk gelegt hat, scheint die Welt wieder in Ordnung, denn er ermöglichte Eduard Hauser, Seidelmanns Stelle als Verleger und Kaufmann zu übernehmen und zum Wohl der Weber auszufüllen – Eduard war ein armer Webersohn, der von Seidelmann gänzlich vernichtet werden sollte, dann aber zum Helfer des „Fürsten des Elends“ avancierte und einer der Protagonisten der gesamten Gebirgsepisode ist.

### Dritte Abteilung
In gleicher Weise wie er in der Zweiten Abtheilung die Zustände bei den Webern schildert, prangert er dort und in der Dritten Abtheilung: Die Sclaven der Schande die Zustände in der Justiz an, insbesondere greift er wiederholt nach dem Motiv „Justizirrtum nach falscher Anschuldigung“ und zeigt zudem, wie unmenschlich selbst gegen die geringfügigsten Eigentumsdelikte vorgegangen wurde. Im Kapitel Ein Magdalenenhändler zeigt er darüber hinaus, wie Mädchen zur Prostitution gezwungen werden.
Auch hierbei umgeht er die allfällige explizite Systemkritik, was ihn jedoch keineswegs hindert, sie dort, wo er die systematische Struktur erkennen kann, implizit an Beispielen einzufügen.

### Vierte Abteilung
Die Dritte Abtheilung und die kurze – zehn statt zwanzig Hefte umfassende – Vierte Abtheilung: Die Sclaven des Goldes beschäftigen sich zunächst hauptsächlich mit dem engeren und weiteren kriminellen Umfeld des Räuberhauptmannes, das mehr und mehr zusammenbricht, und dann mit der Gesamtauflösung: Gustav gibt sich der Justiz und Alma zu erkennen und entlarvt Franz durch Almas ehemalige Zofe, die spätere Baronin Ella, welche von Franz so vergiftet worden war, dass all ihre willkürlichen Muskeln gelähmt waren, während sie doch noch völlig bei Sinnen war. Aus Rache sagt sie nach Erhalt des Gegengiftes gegen ihn aus.
In der Vorbereitung dazu zeigt und erzählt Gustav seiner Alma nicht nur, dass er der Fürst von Befour ist, sondern auch, dass und wie er über Borneo nach Madagaskar kam und sich dort Reichtum und Macht durch Diamantenfunde und Landbesitz schuf und schließlich vom französischen Kaiser zum rechtmäßigen Fürsten von Befour erhoben wurde.
Am Ende der Vierten Abtheilung setzt Gustav als „Fürst des Elends“ Franz eine Frist von drei Tagen, um Alma zu beichten, und initiiert damit den letzten Coup der Bande, einen zweiten Einbruch bei ihm selbst, wobei alle gefangen werden.

### Fünfte Abteilung
Dies geschieht jedoch erst in der Fünften Abtheilung: Die Sclaven der Ehre, im fünften von dreißig Heften. Kurz darauf wird der Hauptmann wieder befreit und entkommt ins Gebirge, ehe er abermals eingefangen werden kann.
Ein letztes Mal gibt es Komplikationen mit den Beweisen für Roberts Identität, dann endlich kann sich die Justiz an den Mammutprozess machen. Nach über einem Jahr der Ermittlungen werden die Urteile gesprochen: viele hohe und höchste Zuchthausstrafen, einige geringere und schließlich der Strang für Franz. Gustav aber verkauft sein Fürstentum samt Titel, erwirbt Ländereien, baut ein Schloss für Alma und ein Dorf für all seine vielen Freunde, wird geadelt und heiratet Alma.

### Verlorener Textteil
Zu einem „verlorenen“ Textteil siehe: Ulane und Zouave.

## Werk

### Fassungen
- May-Manuskript (verschollen)
- Erstsatz
- Fischer-Ausgabe[4]
- Gesammelte Werke
- Historisch-kritische Ausgabe (HKA)

### Erstsatz
Die Erstfassung erschien von August 1884 bis Juli 1886 in 101 Lieferungsheften, von denen die ersten 100 jeweils 24 Seiten haben, das letzte hingegen nur 12.
Gliederung:

- Erste Abtheilung: Die Sclaven der Armuth.
  - Ein Doppelmord. (Heft 1 / Seite 1)
  - Zweites Kapitel: Das Opfer des Wüstlings. (Heft 5 / Seite 103)

- Zweite Abtheilung: Die Sclaven der Arbeit.
  - Der Kampf um die Liebe. (Heft 21 / Seite 481)
  - Schlagende Wetter. (Heft 33 / Seite 780)

- Dritte Abtheilung: Die Sclaven der Schande.
  - Ein Magdalenenhändler. (Heft 41 / Seite 961)
  - Eine Balletkönigin. (Heft 48 / Seite 1130)
  - Drittes Kapitel: Eine Tau=ma. (Heft 54 / Seite 1276)

- Vierte Abtheilung: Die Sclaven des Goldes.
  - Am Spieltische. (Heft 61 / Seite 1441)
  - Zweites Capitel: Falschmünzer. (Heft 66 / Seite 1573)

- Fünfte Abtheilung: Die Sclaven der Ehre.
  - Krachende Stammbäume. (Heft 71 / Seite 1698)
  - Zweites Capitel: Gottes Strafgericht. (Heft 79 / Seite 1885)
  - Drittes Capitel: Ende gut, Alles gut! (Heft 93 / Seite 2209)

Geplant war noch eine sechste Abteilung (Rettung aus dem Elende), die aber (aus Umfangsgründen) nicht mehr erschien.

### Fischer-Ausgabe
5 Bände:
1. Sklaven des Elends
2. Sklaven der Arbeit
3. Sklaven der Schande
4. Sklaven des Goldes
5. Sklaven der Ehre

Diese illustrierte Ausgabe wurde von Paul Staberow leicht bearbeitet und ist die Grundlage der meisten aktuellen Ausgaben.

### Gesammelte Werke
Der Karl-May-Verlag isolierte bei diesem Roman die einzelnen Handlungsstränge und verteilte sie auf verschiedene Bände:
- GW 64: Das Buschgespenst (1935)
- GW 65: Der Fremde aus Indien (1939)
- GW 74: Der verlorene Sohn (1985)
- GW 75: Sklaven der Schande (1993)
- GW 76: Der Eremit (1994)

Die 1935 und 1939 erschienenen Bände Das Buschgespenst, besonders aber Der Fremde aus Indien wurden stark antisemitisch bearbeitet und wurde auch noch lange nach Ende der Nazizeit in dieser Fassung als Lizenzausgabe vertrieben (=> Verlag Carl Ueberreuter).

### Historisch-kritische Ausgabe
Die Historisch-kritische Ausgabe von Karl Mays Werken im Namen der Karl-May-Stiftung erscheint seit 1987 unter dem Reihentitel Karl Mays Werke, als Kürzel für die Reihe hat sich auch „HKA“ etabliert. Als Herausgeber verantwortlich zeichneten zuerst Hermann Wiedenroth und Hans Wollschläger, ab 1998 nur noch Hermann Wiedenroth. Seit 2008 fungiert die Karl-May-Gesellschaft als Herausgeber.
Der Roman Der verlorne Sohn erschien in der HKA in sechs Bänden in den Jahren 1995/96.

### Unterschiede zwischen Erstfassung und Fischer-Ausgabe
Abgesehen von der Thematik der „unsittlichen“ Stellen, gibt es einige inhaltliche Unterschiede.
- In der Erstausgabe kehrt Gustav Brandt nach jahrelanger Abwesenheit aus Madagaskar zurück – in der Fischer-Ausgabe kehrt er aus Ceylon zurück.
- Die gültigen Währungen in der Erstausgabe sind Gulden und Kreuzer – in der Fischer-Ausgabe Mark und Pfennig.

## Sonstiges
Das Gedicht Wenn um die Berge von Befour taucht im Werk Karl Mays an verschiedenen Stellen auf und wird jedes Mal verschiedenen Dichtern zugeschrieben, bis es am Ende doch als May-Text gekennzeichnet wird. Karl May
- lässt das Gedicht im „Briefkasten“ der von ihm betreuten Zeitschrift Schacht und Hütte erscheinen;
- verwendet es in der dritten Abteilung (bezeichnenderweise im Kapitel Im Dunkel der Vorzeit) des Buchs der Liebe und gibt sogar noch eine Deutung dazu;
- und legt es in Scepter und Hammer Katombo[10], dem „besten Dichter seines Volkes“, als geniale Improvisation auf vorgegebenem Material in den Mund.
- Der „Fürst von Befour“ im Verlorenen Sohn lobt die Verse, die diesmal aus der Feder eines Hadschi Omanah[11] stammen, als unerreichbar – der Verfasser Robert Bertram sei ein Genie;
- und schließlich, im lange unveröffentlichten Text In der Heimath[12], bekennt der Ich-Erzähler sich selbst als Verfasser, dem die Ehre der Vertonung seines Opus widerfährt.

Nur im Verlornen Sohn hat das Gedicht Wenn um die Berge von Befour den Titel Die Nacht der Tropen.
Ein weiterer Text von Karl May trägt die Überschrift Der verlorene Sohn. Es handelt sich hierbei um ein Fragment, dessen Entstehung um 1877 vermutet wird. Das Fragment wurde 2014 im Rahmen der Gesammelten Werke in Band 90 veröffentlicht.

## Verfilmung
Ein Teil des Romans wurde unter dem Titel Das Buschgespenst 1986 in der DDR als zweiteiliger Fernsehfilm ausgestrahlt, u. a. mit Kurt Böwe und Ulrich Mühe.

## Hörspiel
Walter Adler führte Regie bei dem gut zweieinhalbstündigen Radio-Hörspiel Sklaven der Arbeit, das erstmals 1977 in Fortsetzungen ausgestrahlt wurde. Die Produktion ist 2014 bei Pidax-Film als MP3-CD erschienen.